# Cycloheptanon
Cycloheptanon ist eine chemische Verbindung aus der Gruppe der Ketone.

## Gewinnung und Darstellung
Cycloheptanon wurde erstmals 1836 durch den französischen Chemiker Jean-Baptiste Boussingault ausgehend vom Calciumsalz der dibasischen Korksäure (Calciumsuberat) dargestellt. Aus diesem erhielt er durch Erhitzen („trockene Destillation“) Calciumcarbonat und Cycloheptanon:
{\displaystyle \mathrm {CaO_{2}C(CH_{2})_{6}CO_{2}\longrightarrow CaCO_{3}+(CH_{2})_{6}CO} }
Cycloheptanon kann auch durch Cyclisierung und Decarboxylierung von Korksäure oder deren Estern gewonnen werden.
Die Synthese ist auch durch eine Reaktion ausgehend von Cyclohexanon mit Natriumethanolat und Nitromethan und nachfolgender Reaktion mit Essigsäure und Natriumnitrit möglich. Cycloheptanon kann auch durch eine Tiffeneau-Ringerweiterung aus Cyclohexanon hergestellt werden.
Weiterhin kann es durch Ringerweiterung von Cyclohexanon mit Diazomethan gewonnen werden.

## Eigenschaften
Cycloheptanon ist eine entzündliche farblose Flüssigkeit mit fruchtigem Geruch, welche praktisch unlöslich in Wasser ist.

## Verwendung
Cycloheptanon wird als Zwischenprodukt zur Herstellung anderer chemischer Verbindungen wie Bencyclan und Pimelinsäure verwendet.

## Biologische Bedeutung
Diverse Mikroorganismen, darunter Echinosporangium transversale, Absidia glauca und Mucor plumbeus, sind in der Lage, Cycloheptanon zu Cycloheptanol zu reduzieren.

## Sicherheitshinweise
Die Dämpfe von Cycloheptanon können mit Luft ein explosionsfähiges Gemisch (Flammpunkt 55 °C) bilden.